# Sledgehockey op de Paralympische Winterspelen 2010

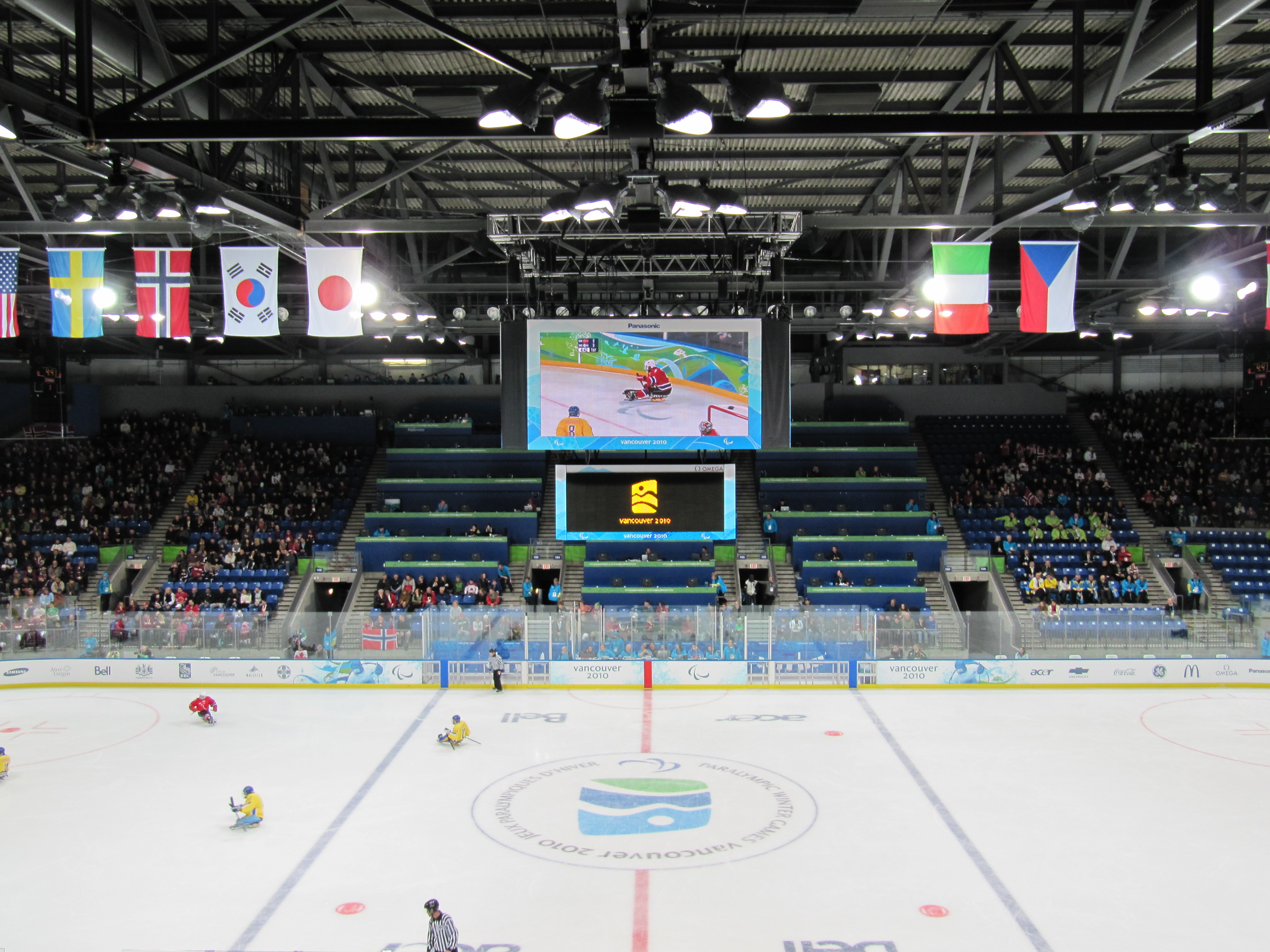
Noorwegen - Zweden

Sledgehockey, een vorm van ijshockey, maar dan op een prikslee, was een van de onderdelen die op het programma stond tijdens de Paralympische Winterspelen 2010. De wedstrijden werden gehouden in het UBC Winter Sports Centre in Vancouver, Canada van 13 tot en met 20 maart 2010.
Gemengde teams
Voor het eerst mochten ook vrouwen in het team worden opgenomen. In dat geval mocht een team niet uit 15 maar uit 16 spelers bestaan.

## Kwalificatie
Aan het toernooi deden acht landen mee. Als gastland was Canada direct geplaatst. De eerste zes landen van het WK voor A-landen van 2009 plaatsten zich. De overige twee landen van dit toernooi en de twee beste landen van het WK voor B-landen speelden later dat jaar het paralympisch kwalificatietoernooi. Omdat Canada in de top zes van het WK eindigde, plaatsten de beste twee landen van het kwalificatietoernooi zich voor de Spelen, Zweden en Zuid-Korea.
| Plaats | Land             |
| ------ | ---------------- |
| 1      | Verenigde Staten |
| 2      | Noorwegen        |
| 3      | Canada           |
| 4      | Japan            |
| 5      | Tsjechië         |
| 6      | Italië           |
| 7      | Zuid-Korea       |
| 8      | Duitsland        |

| Plaats | Land                |
| ------ | ------------------- |
| 1      | Estland             |
| 2      | Zweden              |
| 3      | Polen               |
| 4      | Verenigd Koninkrijk |
| 5      | Nederland           |

| Plaats | Land       |
| ------ | ---------- |
| 1      | Zweden     |
| 2      | Zuid-Korea |
| 3      | Duitsland  |
| 4      | Estland    |

## Paralympisch toernooi

### Groepsfase

#### Groep A
| Datum    | Lokale tijd | MET   | Land             | Score                 | Land             |
| -------- | ----------- | ----- | ---------------- | --------------------- | ---------------- |
| 13 maart | 17:00       | 02:00 | Verenigde Staten | 5 – 0 (1-0, 2-0, 2-0) | Zuid-Korea       |
| 13 maart | 20:30       | 05:30 | Japan            | 2 – 1 (0-0, 1-0, 1-1) | Tsjechië         |
| 14 maart | 17:00       | 02:00 | Tsjechië         | 0 – 3 (0-1, 0-1, 0-1) | Verenigde Staten |
| 14 maart | 20:30       | 05:30 | Japan            | 5 – 0 (3-0, 0-0, 2-0) | Zuid-Korea       |
| 16 maart | 10:00       | 19:00 | Zuid-Korea       | 2 – 4 (0-2, 0-2, 2-0) | Tsjechië         |
| 16 maart | 17:00       | 02:00 | Verenigde Staten | 6 – 0 (2-0, 2-0, 2-0) | Japan            |

| Groep A |                  |             |             |             |             |             |            |            |            |        |
| #       | Land             | Wedstrijden | Wedstrijden | Wedstrijden | Wedstrijden | Wedstrijden | Doelpunten | Doelpunten | Doelpunten | Punten |
| #       | Land             | G           | W           | OTW         | OTV         | V           | V          | T          | Saldo      | Punten |
| 1       | Verenigde Staten | 3           | 3           | 0           | 0           | 0           | 14         | 0          | +14        | 9      |
| 2       | Japan            | 3           | 2           | 0           | 0           | 1           | 7          | 7          | 0          | 6      |
| 3       | Tsjechië         | 3           | 1           | 0           | 0           | 2           | 5          | 7          | −2         | 3      |
| 4       | Zuid-Korea       | 3           | 0           | 0           | 0           | 3           | 2          | 14         | −12        | 0      |

#### Groep B
| Datum    | Lokale tijd | MET   | Land      | Score                               | Land      |
| -------- | ----------- | ----- | --------- | ----------------------------------- | --------- |
| 13 maart | 21:00       | 06:00 | Canada    | 4 – 0 (1-0, 0-0, 3-0)               | Italië    |
| 13 maart | 12:00       | 21:00 | Noorwegen | 2 – 1 (0-1, 0-0, 1-0, 0-0, 3/3-2/3) | Zweden    |
| 14 maart | 21:00       | 06:00 | Italië    | 1 – 2 (1-0, 0-0, 0-2)               | Noorwegen |
| 14 maart | 12:00       | 21:00 | Canada    | 10 – 1 (4-1, 4-0, 2-0)              | Zweden    |
| 16 maart | 16:30       | 01:30 | Zweden    | 1 – 0 (0-0, 1-0, 0-0)               | Italië    |
| 16 maart | 16:30       | 01:30 | Noorwegen | 0 – 5 (0-2, 0-3, 0-0)               | Canada    |

| Groep B |           |             |             |             |             |             |            |            |            |        |
| #       | Land      | Wedstrijden | Wedstrijden | Wedstrijden | Wedstrijden | Wedstrijden | Doelpunten | Doelpunten | Doelpunten | Punten |
| #       | Land      | G           | W           | OTW         | OTV         | V           | V          | T          | Saldo      | Punten |
| 1       | Canada    | 3           | 0           | 0           | 0           | 0           | 19         | 1          | +18        | 9      |
| 2       | Noorwegen | 1           | 0           | 1           | 0           | 1           | 4          | 7          | −3         | 5      |
| 3       | Zweden    | 1           | 0           | 0           | 1           | 1           | 3          | 12         | −9         | 4      |
| 4       | Italië    | 0           | 0           | 0           | 0           | 3           | 1          | 7          | −6         | 0      |

### Plaatsingronde

#### Halve finale
| Datum    | Lokale tijd | MET   | Land     | Score                                  | Land       |
| -------- | ----------- | ----- | -------- | -------------------------------------- | ---------- |
| 17 maart | 12:00       | 21:00 | Tsjechië | 3 - 2 ns (1-0, 1-2, 0-0; 0-0, 1/2-0/3) | Italië     |
| 17 maart | 19:00       | 04:00 | Zweden   | 1 - 2 (0-1, 1-0, 0-1)                  | Zuid-Korea |

#### Plaats 7 en 8
| Datum    | Lokale tijd | MET   | Land   | Score                 | Land   |
| -------- | ----------- | ----- | ------ | --------------------- | ------ |
| 19 maart | 12:00       | 21:00 | Italië | 4 - 0 (2-0, 0-0, 2-0) | Zweden |

#### Plaats 5 en 6
| Datum    | Lokale tijd | MET   | Land     | Score                          | Land       |
| -------- | ----------- | ----- | -------- | ------------------------------ | ---------- |
| 20 maart | 15:30       | 00:00 | Tsjechië | 2 - 1 nv (0-0, 0-0, 1-1; 01-0) | Zuid-Korea |

### Eindfase

#### Halve finales
| Datum    | Lokale tijd | MET   | Land             | Score                 | Land      |
| -------- | ----------- | ----- | ---------------- | --------------------- | --------- |
| 18 maart | 12:00       | 21:00 | Verenigde Staten | 3 - 0 (0-0, 2-0, 1-0) | Noorwegen |
| 18 maart | 19:00       | 04:00 | Canada           | 1 - 3 (1-0, 0-1, 0-2) | Japan     |

#### Bronzen finale
| Datum    | Lokale tijd | MET   | Land      | Score                 | Land   |
| -------- | ----------- | ----- | --------- | --------------------- | ------ |
| 19 maart | 19:00       | 04:00 | Noorwegen | 2 - 1 (0-0, 0-0, 2-1) | Canada |

#### Finale
| Datum    | Lokale tijd | MET   | Land             | Score                 | Land  |
| -------- | ----------- | ----- | ---------------- | --------------------- | ----- |
| 20 maart | 12:00       | 21:00 | Verenigde Staten | 2 - 0 (1-0, 0-0, 1-0) | Japan |

Alpineskiën · Biatlon · Langlaufen · Rolstoelcurling · Sledgehockey
1994 · 1998 · 2002 · 2006 · 2010 · 2014 · 2018